# MIYUKI
MIYUKI（みゆき、1976年11月14日 - ）は、日本の女性歌手である。佐賀県出身。本名諸隈 美幸（もろくま みゆき）。

## 経歴
1998年ASAYANの小室哲哉ヴォーカリストオーディションファイナルの最終決戦にてデビューをかけ鈴木亜美と接戦を繰り広げる。視聴者300万人投票の結果、僅差のすえ2位を記録。本オーディションでデビューを逃すも、その歌唱力を認められ、2年後に小室プロデュースで歌手デビューを果たす。デビューシングル「Feel the Revolutions」はオリコン最高20位を記録。
その後は地元・ゆめタウン佐賀で働きながらフリーの歌手、タレントとして活動している事が放映されている。また結婚し子供がいることをブログで公表している。
はなわ夫妻とは中学時代の同級生で、はなわの事が好きで告白したがフラれた。この事について小倉優子は驚いている他、はなわは「佐賀は恐ろしい」とぼやいている。はなわの妻・智子と仲が良く、過去に一緒にオーディションを受けたことがある。MIYUKIによると、智子は、クラスのアイドル的存在で、美人だと言う。

## ディスコグラフィー

### シングル
- Feel the Revolutions （2000年7月11日） セブン-イレブン CMソング
  - Produced by Tetsuya Komuro
  - 作詞：小室哲哉・前田たかひろ、作曲：小室哲哉・木根尚登、編曲：小室哲哉
- IF ONLY WE COULD FLY （2000年12月13日） スーパースポーツゼビオ ウィンターキャンペーン CMソング
  - Produced by Naoto Kine、Executive Producer by Tetsuya Komuro
  - 作詞：MARC、作曲：小室哲哉・木根尚登、編曲：小室哲哉